# Тоссак
Тосса́к (фр. и окс. Taussac) — коммуна во Франции, находится в регионе Окситания. Департамент — Аверон. Входит в состав кантона Мюр-де-Барре. Округ коммуны — Родез.
Код INSEE коммуны — 12277.
Коммуна расположена приблизительно в 450 км к югу от Парижа, в 170 км северо-восточнее Тулузы, в 55 км к северу от Родеза.

## Население
Население коммуны на 2008 год составляло 456 человек.
| 1962 | 1968 | 1975 | 1982 | 1990 | 1999 | 2008 |
| ---- | ---- | ---- | ---- | ---- | ---- | ---- |
| 485  | 551  | 503  | 552  | 544  | 526  | 456  |

## Экономика

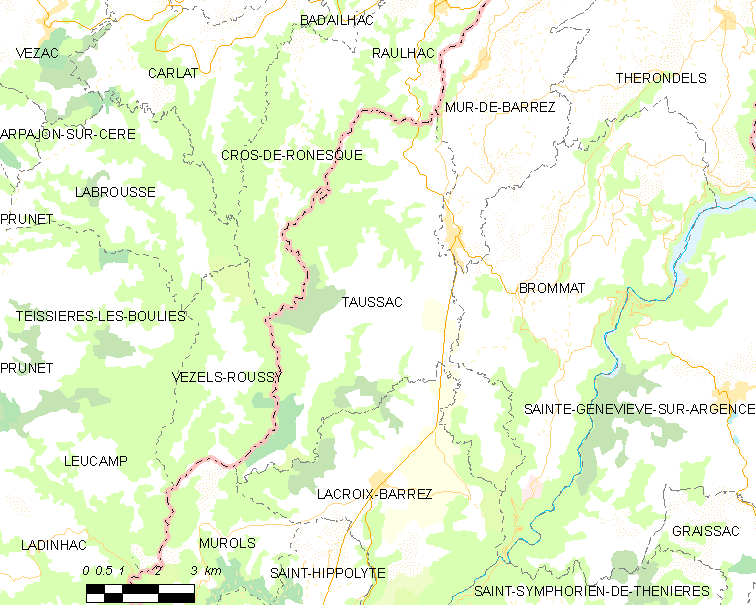
Карта коммуны

В 2007 году среди 300 человек в трудоспособном возрасте (15—64 лет) 212 были экономически активными, 88 — неактивными (показатель активности — 70,7 %, в 1999 году было 66,2 %). Из 212 активных работали 203 человека (120 мужчин и 83 женщины), безработных было 9 (4 мужчины и 5 женщин). Среди 88 неактивных 20 человек были учениками или студентами, 34 — пенсионерами, 34 были неактивными по другим причинам.